# Lotta libera ai Giochi della XVII Olimpiade - Pesi medio-massimi
La competizione della categoria pesi medio-massimi (fino a 87 kg) di lotta libera dei Giochi della XVII Olimpiade si è svolta dal 1º al 6 settembre 1960 alla Basilica di Massenzio a Roma.

## Formato
Ad ogni incontro venivano assegnate le seguenti penalità:
- 0 = Al vincitore per schienata
- 1 = Al vincitore ai punti
- 2 = In caso di pareggio
- 3 = Allo sconfitto ai punti
- 4 = Allo sconfitto per schienata

Con sei penalità o più il lottatore veniva eliminato.

## Risultati
| Legenda                                  | Legenda |
| ---------------------------------------- | ------- |
| Lottatore con 6 penalità o più Eliminato |         |

### 1º Turno
Si è disputato il 1º settembre.
| Vincitore          | Pen. | Risultato | Sconfitto             | Pen. |
| ------------------ | ---- | --------- | --------------------- | ---- |
| Anatoli Albul      | 1    | Ai Punti  | Eugen Holzherr        | 3    |
| İsmet Atlı         | 1    | Ai Punti  | Valcho Kostov         | 3    |
| György Gurics      | 1    | Ai Punti  | Bob Steckle           | 3    |
| Viking Palm        | 1    | Ai Punti  | Dieter Rauchbach      | 3    |
| Sajan Singh        | 1    | Ai Punti  | Antonio Marcucci      | 3    |
| Gholam Reza Takhti | 0    | Schienata | Ghulam Mohiddin Gunga | 4    |
| Shunichi Kawano    | 1    | Ai Punti  | Patrick Parsons       | 3    |
| Manie van Zyl      | 0    | Schienata | Gerry Martina         | 4    |
| Dan Brand          | 0    | Schienata | Maurice Jacquel       | 4    |
| César Ferreras     | 0    | Esentato  |                       |      |

### 2º Turno
Si è disputato il 2 settembre.
| Vincitore          | Pen. | Risultato  | Sconfitto             | Pen. |
| ------------------ | ---- | ---------- | --------------------- | ---- |
| César Ferreras     | 2    | = Parità = | Eugen Holzherr        | 5    |
| Anatoli Albul      | 2    | Ai Punti   | Valcho Kostov         | 6    |
| İsmet Atlı         | 2    | Ai Punti   | Bob Steckle           | 6    |
| Viking Palm        | 1    | Schienata  | György Gurics         | 5    |
| Sajan Singh        | 1    | Schienata  | Dieter Rauchbach      | 7    |
| Antonio Marcucci   | 3    | Schienata  | Ghulam Mohiddin Gunga | 8    |
| Gholam Reza Takhti | 0    | Schienata  | Patrick Parsons       | 7    |
| Shunichi Kawano    | 1    | Schienata  | Dan Brand             | 4    |
| Manie van Zyl      | 1    | Ai Punti   | Maurice Jacquel       | 7    |
|                    |      | Ritirato   | Gerry Martina         | 8    |

### 3º Turno
Si è disputato il 3 settembre.
| Vincitore          | Pen. | Risultato | Sconfitto        | Pen. |
| ------------------ | ---- | --------- | ---------------- | ---- |
| Anatoli Albul      | 2    | Schienata | César Ferreras   | 6    |
| İsmet Atlı         | 3    | Ai Punti  | Eugen Holzherr   | 8    |
| György Gurics      | 5    | Schienata | Sajan Singh      | 5    |
| Viking Palm        | 2    | Ai Punti  | Antonio Marcucci | 6    |
| Gholam Reza Takhti | 0    | Schienata | Shunichi Kawano  | 5    |
| Dan Brand          | 4    | Schienata | Manie van Zyl    | 5    |

### 4º Turno
Si è disputato il 5 settembre.
| Vincitore          | Pen. | Risultato | Sconfitto       | Pen. |
| ------------------ | ---- | --------- | --------------- | ---- |
| İsmet Atlı         | 4    | Ai Punti  | Anatoli Albul   | 5    |
| Gholam Reza Takhti | 0    | Schienata | György Gurics   | 9    |
| Viking Palm        | 3    | Ai Punti  | Sajan Singh     | 8    |
| Manie van Zyl      | 5    | Schienata | Shunichi Kawano | 9    |
| Dan Brand          | 4    | Esentato  |                 |      |

### 5º Turno
Si è disputato il 6 settembre.
| Vincitore          | Pen. | Risultato | Sconfitto     | Pen. |
| ------------------ | ---- | --------- | ------------- | ---- |
| Anatoli Albul      | 6    | Ai Punti  | Dan Brand     | 7    |
| İsmet Atlı         | 5    | Ai Punti  | Viking Palm   | 6    |
| Gholam Reza Takhti | 0    | Schienata | Manie van Zyl | 9    |

### Turno Finale
| Vincitore     | Pen. | Risultato  | Sconfitto          | Pen. |
| ------------- | ---- | ---------- | ------------------ | ---- |
| İsmet Atlı    |      | Ai Punti   | Gholam Reza Takhti |      |
| Anatoli Albul |      | = Parità = | Viking Palm        |      |

## Classifica finale
| Pos.    | Atleta                | Nazione          |
| ------- | --------------------- | ---------------- |
| Oro     | İsmet Atlı            | Turchia          |
| Argento | Gholam Reza Takhti    | Iran             |
| Bronzo  | Anatoli Albul         | Unione Sovietica |
| 4       | Viking Palm           | Svezia           |
| 5       | Dan Brand             | Stati Uniti      |
| 6       | Manie van Zyl         | Sudafrica        |
| 7       | Sajan Singh           | India            |
| 8       | Shunichi Kawano       | Giappone         |
| 8       | György Gurics         | Ungheria         |
| 10      | Antonio Marcucci      | Italia           |
| 10      | César Ferreras        | Venezuela        |
| 12      | Eugen Holzherr        | Svizzera         |
| 13      | Bob Steckle           | Canada           |
| 13      | Valcho Kostov         | Bulgaria         |
| 15      | Maurice Jacquel       | Francia          |
| 15      | Patrick Parsons       | Australia        |
| 15      | Dieter Rauchbach      | Germania         |
| 18      | Ghulam Mohiddin Gunga | Afghanistan      |
| 19      | Gerry Martina         | Irlanda          |